# Ezequiel Monsalve Casado
Ezequiel Monsalve Casado (Carúpano, estado Sucre, Venezuela; 27 de marzo de 1918-Caracas, 11 de septiembre de 1999) fue un abogado venezolano. Monsalve se desempeñó como Ministro de Justicia durante el gobierno de Rómulo Betancourt y como magistrado y presidente encargado de la Corte Suprema de Justicia.

## Biografía
Hijo de José Abel Monsalve y África Casado y de una familia de cuatro hermanos. Ezequiel obtuvo el título de doctor en ciencias políticas el 18 de octubre de 1943 y comienza su carrera como profesor de Legislación Minera en la Universidad Central de Venezuela y profesor de Economía y Política Petrolera en la Escuela de Economía, además de profesor de la misma cátedra en la Universidad Católica Andrés Bello. Monsalve es nombrado como Ministro de Justicia durante el gobierno de Rómulo Betancourt; el 17 de julio de 1961 es electo Individuo de Número de la Academia de Ciencias Políticas y Sociales, a la cual se incorpora el 9 de junio de 1965. 
Ezequiel también se desempeña como presidente del Colegio de Abogados del Distrito Federal y de la Federación de Colegios de Abogados. Entre 1989-1991, Monsalve se desempeña como rector de la Universidad Santa María. Su inclinación hacia las ciencias penales lo lleva a desempeñarse como defensor público de presos en Campano, en el estado Sucre, y luego como Juez de Primera Instancia en lo Penal del Distrito Federal. Monsalve finalmente se desempeña como magistrado, primer vicepresidente y como presidente encargado de la Corte Suprema de Justicia, al igual que como presidente de la Sala de Casación Penal.

## Vida personal
El 9 de abril de 1939 Ezequiel Monsalve contrae matrimonio con Elena Casado, con quien tiene siete hijos, tres de los cuales fueron abogados.

## Obras
- Estudio Comparativo de las Leyes de Minas de 1936 y 1945
- Manual de Ciencia jurídico Minera (1947)
- Apuntes sobre Petróleo (1948)
- Economía, Política y Legislación de Hidrocarburos. Cuestiones Preliminares (1962)
- El Poder judicial de la República (1980)
- Formación histórica de los principios y preceptos jurídicos relativos a la materia minera (1981)
- La nueva tarea (1981)
- 100 años de Casación (1881 -1982) coautor (1982)
- La formación de la nacionalidad (1982)
- El recurso de fondo (1983)
- Los nexos entre Venezuela y Francia (1983)
- Lecciones de Casación Penal (1984)
- La Corte Suprema de justicia (1990)
- Los conflictos de competencia (1990)
- La Lección del Petróleo
- La autoría intelectual Dominemos nuestro Petróleo (inédita)[1]